# Madagascar nos Jogos Olímpicos de Verão da Juventude de 2010
Madagascar participou dos Jogos Olímpicos de Verão da Juventude de 2010 em Cingapura. Sua delegação foi composta por cinco atletas que competiram em três esportes.

## Atletismo
| Evento         | Atleta               | Qualificação | Qualificação | Final     | Final        |
| Evento         | Atleta               | Resultado    | Posição      | Resultado | Posição      |
| -------------- | -------------------- | ------------ | ------------ | --------- | ------------ |
| 400 m feminino | Odile Razafindrakoto | 57.94        | 15º (5º q4)  | 58.53     | 7º (Final B) |

## Natação
| Evento                    | Atleta                | Qualificação | Qualificação | Semifinais  | Semifinais  | Final       | Final       |
| Evento                    | Atleta                | Resultado    | Posição      | Resultado   | Posição     | Resultado   | Posição     |
| ------------------------- | --------------------- | ------------ | ------------ | ----------- | ----------- | ----------- | ----------- |
| 100 m livre feminino      | Aina Filsrabetsara    | 1:06.73      | 50º (7º q1)  | Não avançou | Não avançou | Não avançou | Não avançou |
| 50 m borboleta feminino   | Aina Filsrabetsara    | 30.54        | 19º (6º q1)  | Não avançou | Não avançou | Não avançou | Não avançou |
| 100 m livre masculino     | Tsilavina Ramanantsoa | 1:02.80      | 53º (6º q1)  | Não avançou | Não avançou | Não avançou | Não avançou |
| 100 m peito masculino     | Tsilavina Ramanantsoa | 1:14.27      | 28º (6º q1)  | Não avançou | Não avançou | Não avançou | Não avançou |
| 200 m peito masculino     | Tsilavina Ramanantsoa | 2:38.41      | 20º (7º q3)  |             |             | Não avançou | Não avançou |
| 100 m borboleta masculino | Tsilavina Ramanantsoa | 1:06.88      | 32º (1º q1)  | Não avançou | Não avançou | Não avançou | Não avançou |

## Tênis
| Atleta                                          | Evento           | 1ª rodada                                                | 2ª rodada                            | Quartas-de-final   | Semifinais         | Final              | Pos. final |
| Atleta                                          | Evento           | Oponente Resultado                                       | Oponente Resultado                   | Oponente Resultado | Oponente Resultado | Oponente Resultado | Pos. final |
| ----------------------------------------------- | ---------------- | -------------------------------------------------------- | ------------------------------------ | ------------------ | ------------------ | ------------------ | ---------- |
| Niriantsa Rasolomalala                          | Simples feminino | CHN Tang Haochen D 0-2 (0-6 e 5-7)                       | VEN Adriana Perez D 0-2 (4-6 e 3-6)* | Não avançou*       | Não avançou*       | Não avançou*       | --         |
| Zarah Razafimahatratra                          | Simples feminino | MNE Mia Radulović V 2-0 (6-0 e 6-2)                      | CHN Zheng Saisai D 0-2 (4-6 e 2-6)   | Não avançou        | Não avançou        | Não avançou        | --         |
| Niriantsa Rasolomalala e Zarah Razafimahatratra | Duplas femininas | HUN Tímea Babos/ BEL An-Sophie Mestach D 0-2 (1-6 e 3-6) |                                      | Não avançou        | Não avançou        | Não avançou        | --         |

* - Torneio de consolação